# 28 juin 2003
Le samedi 28 juin 2003 est le 179e jour de l'année 2003.

## Décès
- Christa von Schnitzler (née le 12 juillet 1922), sculptrice allemande
- George Baxt (né le 11 juin 1923), écrivain américain
- Jacques Chauveau (né le 27 août 1925), homme d’affaires et passionné de marine français
- Mohamed El Badji (né le 13 mai 1933), auteur-compositeur-interprète de chaâbi algérien
- René Dassé (né le 31 décembre 1925), dirigeant français de rugby à XV
- Rio Kishida (née le 10 mars 1946), metteuse en scène et scénariste japonaise
- Simone Bianchetti (né le 20 février 1968), navigateur italien
- Stanislaw Lukawski (né le 27 juillet 1912), homme politique polonais
- Walter Budrun (né le 19 décembre 1908), joueur de basket-ball lituanien
- Willem Slijkhuis (né le 13 janvier 1923), athlète néerlandais

## Événements
- En France, le médiatique procureur de la République Éric de Montgolfier révèle dans une interview au journal Le Monde que la Chancellerie lui avait proposé d'être promu au poste d'avocat général à Versailles contre l'obtention de sa démission. Une promotion-sanction que l'intéressé a refusé.
- Jean-Paul II dans son exhortation apostolique Ecclesia in Europa lance un cri d'alarme contre l'abandon de la culture chrétienne en Europe.
- Visite de la conseillère du président américain pour la sécurité nationale, Condoleezza Rice, au Proche-Orient.
- Après huit ans et demi d'interruption, à la suite de la prise d'otage d'un Airbus par un commando du GIA, Air France reprend ses vols vers l'Algérie.
- Découverte de (128054) Eranyavneh